# Esqui alpino nos Jogos Olímpicos de Inverno de 1964
O esqui alpino nos Jogos Olímpicos de Inverno de 1964 consistiu de seis eventos, realizados entre 30 de janeiro e 7 de fevereiro de 1964 em Innsbruck.

## Medalhistas
Masculino
| Evento                  | Ouro                        | Prata                         | Bronze                                  |
| ----------------------- | --------------------------- | ----------------------------- | --------------------------------------- |
| Downhill detalhes       | Egon Zimmermann AUT Áustria | Léo Lacroix FRA França        | Wolfgang Bartels EUA Equipe Alemã Unida |
| Slalom detalhes         | Josef Stiegler AUT Áustria  | Billy Kidd USA Estados Unidos | Jimmie Heuga USA Estados Unidos         |
| Slalom gigante detalhes | François Bonlieu FRA França | Karl Schranz AUT Áustria      | Josef Stiegler AUT Áustria              |

Feminino
| Evento                  | Ouro                           | Prata                                                          | Bronze                          |
| ----------------------- | ------------------------------ | -------------------------------------------------------------- | ------------------------------- |
| Downhill detalhes       | Christl Haas AUT Áustria       | Edith Zimmermann AUT Áustria                                   | Traudl Hecher AUT Áustria       |
| Slalom detalhes         | Christine Goitschel FRA França | Marielle Goitschel FRA França                                  | Jean Saubert USA Estados Unidos |
| Slalom gigante detalhes | Marielle Goitschel FRA França  | Christine Goitschel FRA França Jean Saubert USA Estados Unidos | nenhum                          |

## Quadro de medalhas
| Ordem | País                   | Medalha de ouro | Medalha de prata | Medalha de bronze |    |
| ----- | ---------------------- | --------------- | ---------------- | ----------------- | -- |
| 1     | FRA França             | 3               | 3                |                   | 6  |
| 2     | AUT Áustria            | 3               | 2                | 2                 | 7  |
| 3     | USA Estados Unidos     |                 | 2                | 2                 | 4  |
| 4     | EUA Equipe Alemã Unida |                 |                  | 1                 | 1  |
| TOTAL | TOTAL                  | 6               | 7                | 5                 | 18 |